# 中华民族反英美协会

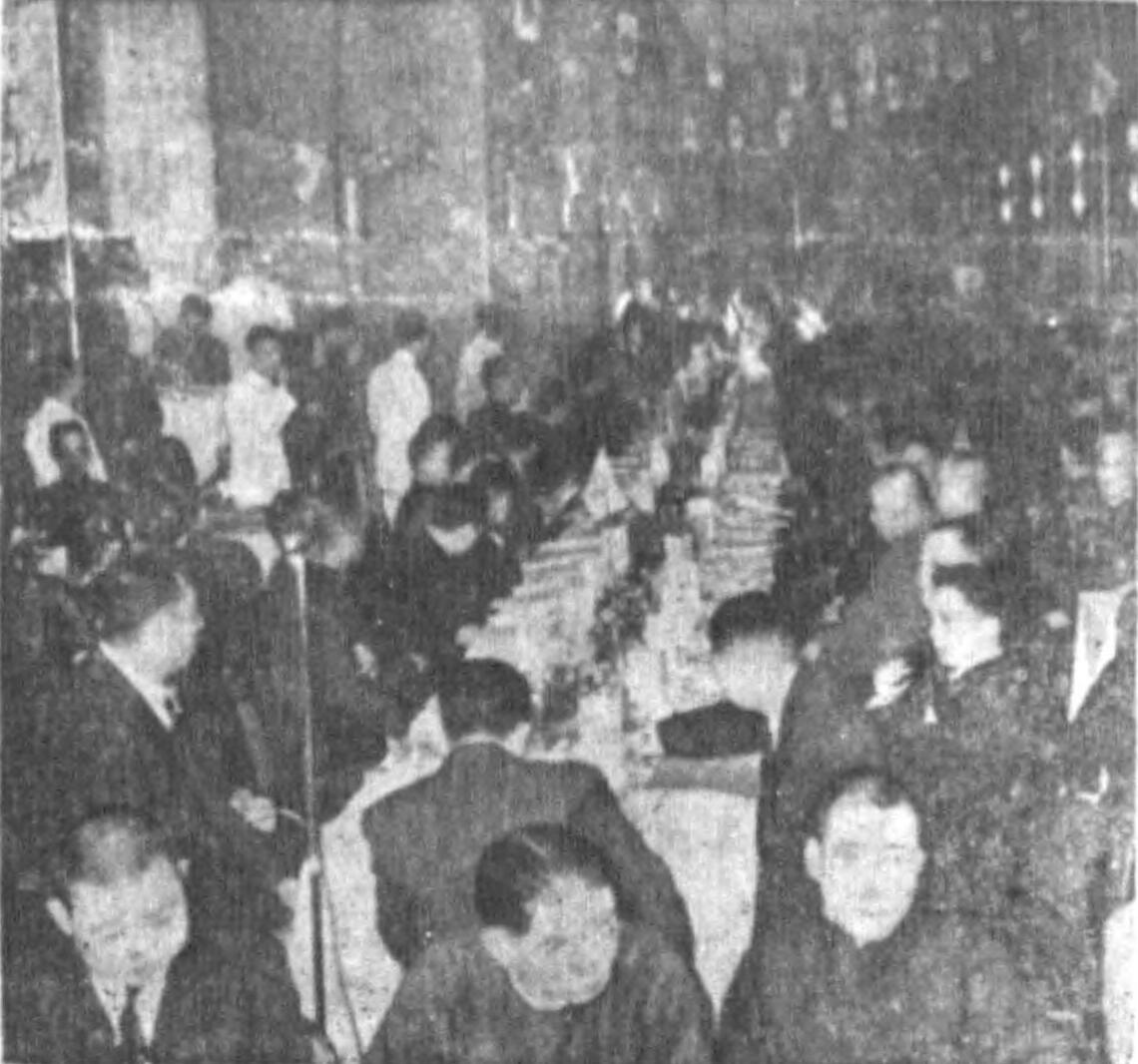
成立大会

中华民族反英美协会是汪精卫政权的组织，于1942年2月24日在上海成立。社址为福州路汉弥尔登大楼六一三号。

## 主要事迹

### 组织反英美宣传

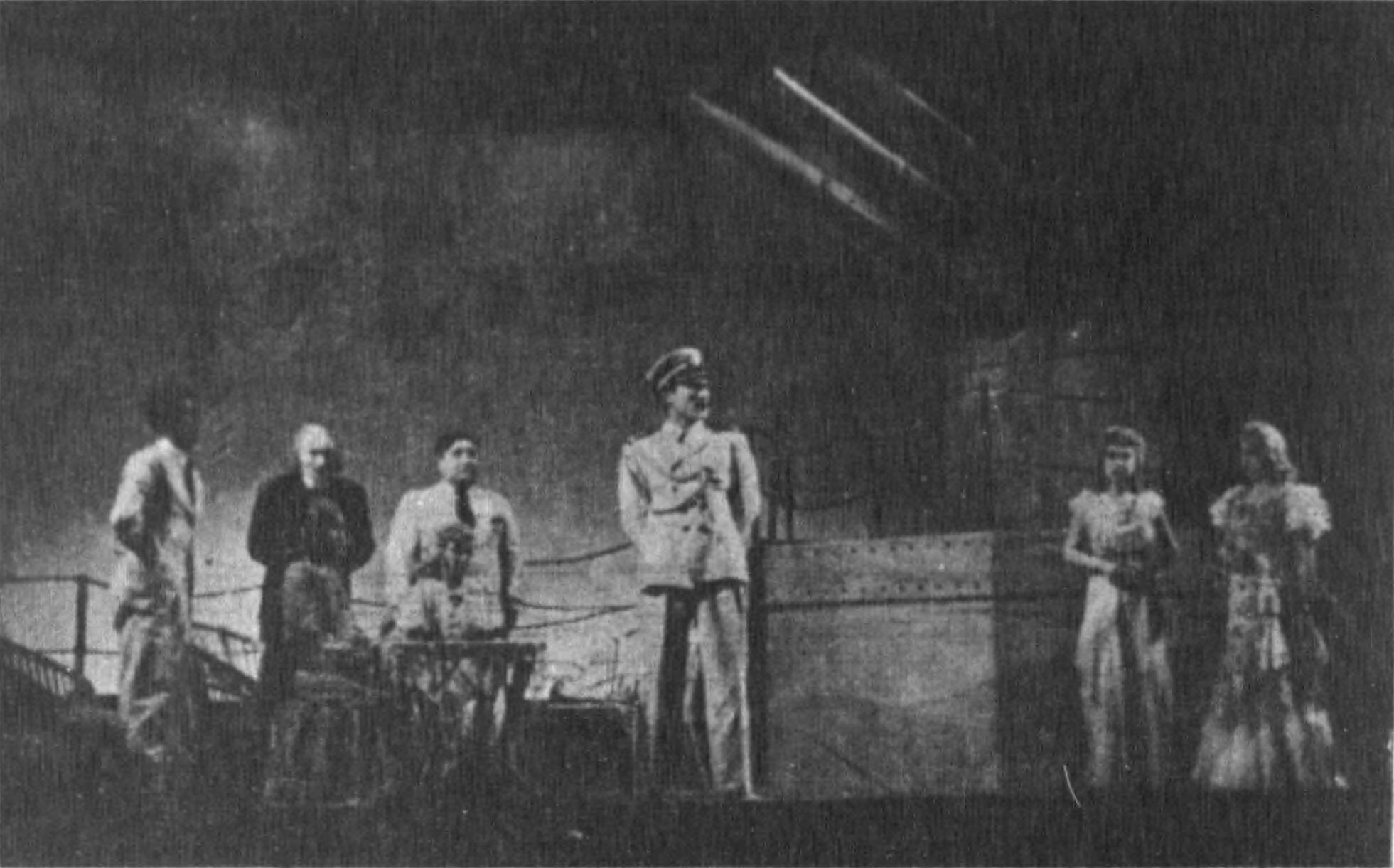
江舟泣血记

1942年3月，该协会邀请国立上海大学校长赵正平在上海电台发表题为《反英美的大道》的广播，援引孔子、孟子、老子、墨子等人的仁爱思想，反对英国和美国的帝国主义和侵略主义。1942年12月23日，协会举办反英美广播讲座《一年来英美失败原因》。1942年12月，为纪念大东亚战争一周年，该会将谢尔盖·特列季亚科夫创作的话剧《怒吼吧，中国！》改编为《江舟泣血記》，将全剧的重点改为“打倒英美”，由李萍倩任导演，在大光明电影院组织演出。

### 出版反英美著作
1942年4月，该会编辑出版了民族复兴丛书，其中《中英美关系略史》介绍了英美在历史上对中国的侵略活动。1942年5月，该会编辑出版了《国人对于日军占领新岛后之感想及希望、新加坡陷落为大东亚建设之枢纽论文集》，共19篇，近20万字，歌颂了日本军奇袭珍珠港及攻陷新加坡的事迹，同时认为英美的军队不堪一击。文集还认为大东亚战争是黄种人反对白种人数百年殖民统治的“解放战”，并对英美的文化侵略大加鞭挞。同月，该会开始发行月刊《大东亚月刊》。

### 参加反英美活动
1942年9月11日，该会干部出席了召开于上海静安寺路的印度反英独立大会。1943年7月，协会向上海特别市政府提议定8月1日为中华民国复兴节，被汪精卫政权最高国防会议采纳。

## 人员
据《大東亞月刊》1943年第二卷第2期记载，中华民族反英美协会的干部人员包括：
- 常务理事兼秘书处长 王伯庸
- 常务理事兼总务处长 陈亚夫
- 常务理事兼融合处长 李国华
- 秘书代秘书处长 杨政之
- 常务理事兼组织处长 夏焕新
- 常务理事兼宣传处长 刘汉儒